# Euledereria
Euledereria is een geslacht van vlinders uit de familie van de Tortricidae (Bladrollers). Het geslacht werd voor het eerst wetenschappelijk beschreven door Fernald in 1908.

## Soorten
Het genus is monotypisch en bevat alleen de volgende soort:

- Euledereria